# Heteropan agriolina
Heteropan agriolina är en fjärilsart som beskrevs av Charles Oberthür 1894. Heteropan agriolina ingår i släktet Heteropan och familjen bastardsvärmare. Inga underarter finns listade i Catalogue of Life.